# ビューティー・ポップ
『ビューティー・ポップ』は、あらいきよこによる日本の漫画作品。『ちゃお』（小学館）にて2003年9月号から2008年2月号まで連載された。単行本は全10巻。2004年11月25日にドラマCDが発売された。2025年4月27日より続編、ビューティポップReturnsがちゃお公式Web漫画サイトちゃおプラスにて連載中。時系列はビューティ・ポップの最終話ラスト数ページより前、結婚した鳴海と綺里の新居に啓と落合が集ったことがきっかけとなり、ニューヨークにいるはずの綺里の帰国と再会、大学3年生時のS・P復活が回想という形で展開されるストーリーとなっている。

## 概要
天才的なヘアカットの腕前を持つ高校生の少女が、過去にカットに失敗したトラウマを引きずりながらもそれを乗り越え、当初は興味がなかった「プロの美容師」になるという夢を見出し、目標に向かって成長していく「学園美容漫画作品」。

## あらすじ
小学生の男子3人にいじめられた挙句、髪を切られて泣いていた少女の前に、一部始終見ていた一人の女子高生・小柴綺里が現れる。「魔法をかけてあげようか？」と言われ、その少女は綺里によってヘアメイクされたことによって美少女に変身し、いじめを振り切ることに成功する。プロ並みのヘアカットテクニックを持つ綺里だが、実は過去にカットに失敗して傷つけてしまったことがあり、それを今でもトラウマとして引きずっていた。そのため、プロの美容師になることには無関心だったが、次第にそれを夢と定め、目標に向かい成長していく。

## 登場人物
声の項はドラマCDの声優。

### S・P（シザーズ・プロジェクト）
小柴 綺里（こしば きり）
声 - 皆川純子
主人公。緑風学園高等部2年生。幼少時は明るくよく笑う美少女だったが、過去の出来事から、現在は感情を表にあまり出さない性格。髪はボブカットだが、幼少時は長い髪を二つにまとめたツインテールだった。身長157cm。視力は右左ともに1.2。血液型はO型。靴のサイズは23.5cm
ヘアカットに関しては「天才」と謳われる腕だったが、幼少時に恵実の髪をカットする際に誤ってはさみで恵実の耳を切り、それからは表舞台に出るのを拒むようになる。カットへの恐怖心はなくなったが、いまだにトラウマとして引きずっている。
美容師に興味はないと言っており、S・Pのメンバーに加わるつもりもなかったが、ある出来事を通じて美容師になるという夢を見つけ、正式にS・Pの一員になる。
カット時には髪をうしろに縛り、赤いキャップをかぶる。普段は右手でヘアカットを行うが本当は両利きで、時間を問う場合などには左手を使い、内に秘めた真のカリスマ性を覗かせる。当初は正体を明かさず、「X」と名乗っていた。実は鳴海が小4の頃のヘアメイクコンテストで鳴海を負かした張本人だった（綺里本人は覚えていなかったが、幼馴染みであるコマったろーの発言から間接的に判明した）。
鳴海からは「ボサボサ」と呼ばれているが、本当は嫌らしい。実は絵がとても下手なためにヘアデザイン必須のコンテストを辞退したことがある。また、怖がりで、虫や暗闇が苦手。
鳴海 彰伍（なるみ しょうご）
声 - 関智一
緑風学園高等部の3年生。とにかく怒りっぽく、プライドが高く負けず嫌いな性格だが、実は素直で努力家。困っている人を見ると文句を言いながらも助けるような面もあり、曲がったことが大嫌い。身長178cm。血液型はB型。靴のサイズは26.5cm。
落合 計彦（おちあい かずひこ）
声 - 青木誠
緑風学園高等部の3年生。S・Pのメイク担当兼部長。身長180cm。血液型はAB型。靴のサイズは27.5cm。
成績は学年トップで、頭の中のデータファイルに全校生徒の顔と名前がインプットされている。
父親が経営している二流化粧品会社「アリックス」を日本一の会社にすることが夢。
南 啓（みなみ けい）
声 - 下野紘
緑風学園高等部の3年生。S・Pのネイルアート担当。身長161cm。血液型O型。靴のサイズ25cm。
源 伊織（みなもと いおり）
緑風学園高等部2年生。S・Pのアロマテラピー担当。ニューヨークからの転入生で綺里の幼馴染。
ナルシストな美少年。陽気な性格で子供っぽい。美しい女性が好きで、香水を振舞っていることが多い。綺里のことを「キリティ」、鳴海のことを「ナルスィー」など、しばしば人を勝手に作ったあだ名で呼ぶ。
普段から英語がまじった喋り方をするが、本当は英語が喋れないらしい。
千佐美のことを「シュリンプ（シュリンプとは「子エビ」のことで、アメリカでは「チビ」という意味もあるらしい）」と呼んでおり、彼女とは顔を合わせるたびに喧嘩ばかりするほどの犬猿の仲。
綺里の母の小柴恵実のことが小さいころからずっと好きで、恵実の夫で綺里の父の小柴政司からは目の敵にされている。
関 謙一郎（せき けんいちろう）
日本指圧専門学校2年生。身長192cm。視力は右・左ともに2.0。血液型はO型。靴のサイズ28.5cm。綺里の幼馴染。極度の方向音痴。
筋骨隆々の大男だが、心優しい性格で、周りを和やかにする笑顔の持ち主。一年じゅうタンクトップを着ている。口癖は「すんません」。
指圧の腕は一流で、「神の手」と呼ばれ、あまりの気持ちよさに眠らされるほど。
当初は相手チームである新井田チームに参加していたが、かつてのトラウマを思い出した綺里を慰め、その後に落合にスカウトされ高校生ではないが、S・Pに加入。
酒に弱く、チョコレートボンボンを食べるだけで人が変わったように凶暴化し、大暴れする。
青山 加奈子（あおやま かなこ）
声 - 倉田雅世
緑風学園高等部2年生。学年トップの優等生で綺里の親友。S・Pではマネージャー担当。基本的には年上年下には関係なく、敬語で話すが、綺里に対しては違う場面も多々ある。
小松 太郎（こまつ たろう）
声 - 下崎紘史
緑風学園高等部2年生。あだ名は「コマったろー」。不真面目な性格で、気は小さい。綺里とは幼馴染でくされ縁（小3から高2まで同じクラスである）。
綺里がカットが得意なことは綺里と鳴海のヘアカット対決まで知らなかった。鳴海を抜いて世界一の美容師になると言っているが、本当はカットはできない。家は88円ショップを経営。
情報が早いところを落合に買われ、S・Pでは情報収集を担当する。

### 小柴家
小柴 政司（こしば せいじ）
声 - 星野充昭
綺里の父親。愛煙家で無精髭を生やしている。かつては美容界きっての天才と謳われた超有名カットマンだったが、結婚を機に第一線から身を引く。
今は下町で小さな美容室「こしば美容室」を経営しているが、昔の腕はまったく衰えていない。綺里が子供のころ美容師になりたいと思うようになったきっかけは政司の影響から。
地位や名声に興味はなく、かつてのライバルだった鳴海の父、裕次郎からの誘いを断っている。綺里の性格や才能は父親譲りである。
妻の恵実とはかなりのおしどり夫婦で、恵実が外国に行ってからも毎日メールは欠かさないらしい。
小柴 恵実（こしば えみ）/ エミ・コシバ
綺里の母親。世界的特殊メイクアーティストで、変装が得意だが、綺里にはなぜか変装を見破られる。昔はロングヘアだったが、現在はショートにしている。
普段は優しいが怒ると強烈で、ものすごいパンチを繰り出す。昔はよく綺里に髪をカットしてもらっていたが、ある事件以降はカットしてもらっておらず、寂しがっている。普段は家にいることが少なく、基本的には外国で仕事をこなしている。見た目はかなり若々しい。
シャンプー
綺里のペット。もとは捨て猫。綺里に拾われてからどんどん太った。綺里になついているが、啓とも仲が良い。
ビリー 池谷（ビリー いけたに）
2年前にわずか15歳でパリコレで鮮烈デビューした天才ヘアメイクアーティスト。身長172cm。視力は右0.1、左0.2（コンタクトレンズを使用）。靴のサイズは26.0cm。
お笑い芸人のような名前だが、これは日系3世であるため。サロン・ド・ナルミ・ハリウッド校でときどき講師もしているらしい。
両親は有名な美容師だったが、数年前に事故で亡くなっている。現在、綺里の家に同居中。猫アレルギーで、シャンプーが苦手。
綺里に対して、以前は表面上仲良く話しかけていても、心の中では敵対視をしていた。そのため、S・Pの部室荒らしの犯人を綺里に仕立て上げるなどの卑劣な手を使うが、その後は心を開いて親しくなり、綺里に惹かれるような描写も少なくない。

### 鳴海家
鳴海 裕次郎（なるみ ゆうじろう）
「サロン・ド・ナルミ」のオーナーでヘアカット専門学校の会長。鳴海兄妹の父親。
息子の彰吾のことを「しょーちゃん」と呼び溺愛するも煩わしく思われており、また金の力で万事解決しようとするため反発されている。
小柴政司に強烈なライバル意識を持っているが、勝ったことは一度もない。また、彼の娘の綺里にも皮肉な態度をとることが多いが、綺里本人はあまり相手にしない。
なんでも1番が好きで、車のナンバーも1になっている。
鳴海 千佐美（なるみ ちさみ）
緑風学園中等部2年生。身長145cm。血液型はB型。靴のサイズは22.0cm。鳴海の妹。
プードル系のふわふわした髪の毛が特徴の美少女。人懐っこいが実は「ぶりっ子」で、同級生の男の子たちからの人気は高いが、同級生の女の子たちからはかなりひがまれており、女性を相手にすると腹黒い本性を見せる。女の子たちからは千佐美が自分たちの意中の相手を奪っていると思われているが、千佐美本人も別に好きでその相手に「ぶりっ子」になっているわけではなく、むしろ相手側から言い寄られているのが殆どである模様。性格は兄に負けず劣らず強烈で、たいへんな少女趣味の持ち主。
裁縫が得意で、制服を勝手にフリル調に改造したり、度々高等部の校舎に侵入しては教師に叱られ連れ戻される。
女の子たちからのひがみでジュースをかけられ服を汚されたうえ、髪がからまったところを偶然通りかかった帽子を被った状態の綺里に綺麗に戻してもらい、ジャージをかけてもらったことで綺里を「王子様」だと思うようになるが、綺里が女だと知ってショックを受ける。その後は綺里のことを「自分を誑かした悪女」と一方的に目の敵にしていたが、ナンパされそうになったところをふたたび助けられ、女と分かったあとも綺里のことを王子様と呼び、見かけると抱きついてくる。
綺里にべた惚れな一方、伊織とは仲が悪く、顔を合わせるたびに喧嘩ばかりだが、最終回では結婚することになる。
ミッキー
千佐美のペットのプードル。性格は千佐美に瓜二つである。

### 綺里がカットする人物
※以下巻順
夕花
「ブスの夕花」と呼ばれ、いじめられていた女の子。男子たちにはさみで髪をざんばらに切られ、泣いていたところを綺里にカットしてもらい、男子たちを見返すことに成功する。
青山 加奈子
落合を見返すために綺麗になるが、落ち着かずに結局もとの髪型に戻す。
山本 加代
転校する幼なじみの順平が好きだった長い髪で告白したいと鳴海に必死に頼むが断られる。
ヘアーエクステンションを付けてもらい、無事恋も成就する。
リカちゃん
「ヘルメット頭」とクラスの男子たちにからかわれていたが、綺里にカットしてもらい、男子たちに好意を向けられるようになる。
また、第7巻でこしば美容室にまた現れ、綺里に美容師を目指すことを決心させるきっかけとなる。
万屋 広代（よろずや ひろよ）　　　　
かなりの剛毛かつ太めで、性格はかなり強烈。綺里がXとして初めて参加したヘアバトルで採用する。もともとはS・Pのモデルになりたいとポスターを張ってアピールするが、断られる。
家庭教師のことが好きで、彼のために綺麗になりたいと思うようになるが、自分に自信が持てないでいるも、綺里にカットしてもらってから見違えるように綺麗になり、意中の家庭教師にも振り向いてもらえた。
鳴海 彰伍
ヘアバトルで負けた特典として。うわべはともかく、実は気に入っている。
金沢 平八
1年C組の副担任教師。
眼鏡をかけていて無精髭を生やしている。「金八」というあだ名があるが生徒たちには授業で話を聞いてもらえず、あまり人気の教師ではない。
保健の松田先生との結婚式をS･Pが行うこととともに、松田先生がS･Pに綺麗にしてもらうことが決まるが、あまりの格好悪さに見かねて綺里の母に式当日に小柴美容室に招待される。
綺里は最初カットする気はなかったが、父と母の嘘に付き合わされ、仕方なくカットする。
森川 亜由美（番外編）
綺里とコマったろーの年上の幼なじみ。ファミリーレストランで鳴海に恋し、髪の手入れを頑張る。
その仕上げとして綺里がカットしたあと鳴海に告白するが、受け止められる事はなく失恋する。本人はそのことについて後悔することはない。
その後モデルにスカウトされモデルになり、パリコレへの出演も決まる。
マオ
新井田とのバトルのS・Pのモデル。
元マンバギャル。メイクを落とすとかなり引っ込み思案な性格。素顔に劣等感を持ち、学校でクラスメイトになじられて暫く引きこもってしまった時期もあったらしい。
短い髪に良い思い出がなく、短くしないでほしいと頼むが、鳴海が腕を痛めていたため短くなる。だが、綺里にカットしてもらい、短い髪に勇気を身につける。
ミカ
モデルで、B・V・B（ビューティービタミンバランス飲料）のCMオーディションのためにS・Pに依頼する。
小さい頃、彼女の可愛さを妬んだ親戚の女の子たちから「男は怖い」と吹き込まれ、その後は男の子にいじめられ男性恐怖症になった。
鳴海がカットできないため綺里がカットし、啓・伊織・関は女装する。
新生S・P（学校外活動）の一人目。
結
生まれつきひどい天然パーマで悩んでおり、大沢千景に何とかしてもらおうと姉と2人で北海道から軽井沢の大沢のヘアメイクショーを見に来るが、大沢に罵倒される。
春休みに軽井沢の祖父の店を手伝いに来ていた綺里たちに出会い、祖父の店でカットしてもらう。更にその後は姉と一緒に大沢と綺里との勝負のモデルになる。
円
結の姉。額を見て美容師に笑われてから額が広いのが悩み。
将来の夢は美容師で、誰もが気軽に行ける美容室を作ること。
はじめは大沢が憧れの美容師だったが、妹の髪をカットし、大沢との勝負で綺里にカットしてもらってからは綺里が憧れになる。
2年D組の女子生徒（本名不明）
自分で結ったポニーテールにボリュームを出したくて綺里に相談する。
被服室で泣いていた女子生徒（本名不明）
鳴海そっくりに特殊メイクをしたミノルにひどいカットをされて泣いていたが、犯人が本当に鳴海だったのかと綺里に問い詰められるも、裁ちばさみでカットしてもらい、笑顔で感謝する。
大沢 ミノル
大沢千景の弟。鳴海を逆恨みし、得意の特殊メイクで鳴海になりすまして嫌がらせをする。
一時期プロの特殊メイクアーティストの夢を諦め、ヘアメイクアーティストになろうとしていたが、こしば美容室で綺里にカットされ、ふたたび特殊メイクアーティストの夢を志す。
憧れの特殊メイクアーティストはエミ・コシバ（綺里の母）。
ジョディ・マッカートン（番外編）
天才子役スターだが、わがままなところがある。
母親を亡くしており、母が最後に結ってくれた髪型（三つ編み）を絵に描いてビリー池谷に指示するが、ビリーはできずに終わる。
最終回では綺里にカットを依頼する。
武田 真（番外編）
千佐美の幼なじみ。千佐美に片思い中で、夢は千佐美の「王子様」になること。しかし千佐美には全く気づかれていない。そのため、千佐美の部屋に王子様（綺里）との2ショット写真を見たときはショックを受ける。
最後はこしば美容室に行ったあと、引っ越す。
青木 佳奈
好きな人がロングヘア好きだと知り、髪を伸ばして告白したが失恋。
自暴自棄になって髪をめちゃくちゃに切っていたが、綺里にカットしてもらう。その後日、自分を振った相手からふたたび告白されるも反撃し、新しい恋を見つけようと失恋の傷を振り切る。

### その他の登場人物
新井田 剛（にいだ つよし）
ナルミ・ビューティー・カレッジに通っている。鳴海のライバルで万年2位。よく「二位田さん」と間違えられる。綺里の祖父は「ラーメン頭の兄さん」と呼ぶ。
大沢 千景（おおさわ ちひろ）
今をときめく日本のトップヘアアーティスト。綺里のはさみを落として踏み潰すほどに性格は悪い。
綺里との勝負では、伊織から「天才ヘアアーティストO氏」と名前を伏せられつつも悪人のような紹介をされ、その際近くにいた女性たちから白い目を向けられた。
ジュンナ
全国ビューティーコンテストにて登場。
親の力で勝った鳴海のことを七光りと呼ぶ。
倉庫に不意に閉じ込められた際は異様なテクニックで脱出したらしい。

## 書籍情報
- あらいきよこ『ビューティー・ポップ』小学館〈ちゃおコミックス〉全10巻
  1. 2004年2月26日発売[4]、ISBN 978-4-09-138382-2
  2. 2004年7月発売[5]、ISBN 978-4-09-138383-9
    - 番外編「ドリームズ カム トゥルー」（『ちゃおDX』2004年初夏号）収録。

  3. 2004年11月30日発売[6]、ISBN 978-4-09-138388-4
    - 番外編「ティーンズ・ドロップ」「ビューティー・ポップ番外編1」「ビューティー・ポップ番外編2」収録。

  4. 2005年6月発売[7]、ISBN 978-4-09-138390-7
  5. 2005年12月26日発売[8]、ISBN 978-4-09-130295-3
    - おまけ4コマまんが（描き下ろし）

  6. 2006年6月発売[9]、ISBN 978-4-09-130408-7
    - おまけまんが（描き下ろし）

  7. 2006年11月29日発売[10]、ISBN 978-4-09-130666-1
    - 番外編「ひねくれ台風」「王子様になりたい」「放課後は夢うつつ」「ビューティー・ポップ Stage2」収録。

  8. 2007年4月27日発売[11]、ISBN 978-4-09-131096-5
    - 扉絵ギャラリー（雑誌掲載時の扉ページイラスト）、おまけまんが（描き下ろし）

  9. 2007年10月発売[12]、ISBN 978-4-09-131258-7
  10. 2008年2月発売[13]、ISBN 978-4-09-131500-7
    - 番外編「シャンプーの心配」「ヒステリック・ハート」（『ちゃおDX』2005年秋の増刊号）、「鳴海家の日常」（描き下ろし）収録。